# Vít Jedlička
Vít Jedlička (Hradec Králové, 1983. szeptember 6.) cseh politikus, publicista és aktivista, az általa alapított mikronemzet, Liberland elnöke.

## Politikai pályafutása

### Korai évei
2001-től Jedlička a Polgári Demokrata Párt tagja volt. 2009-ben az euroszkeptikus Szabad Polgárok Pártjának tagja lett, majd a párt Hradec Králové-i kerületének első regionális elnökévé választották.
2003 óta dolgozik az informatikai és kommunikációs technológiai szektor különféle vállalatainál. 2009-ben végezte el a nemzetközi kapcsolatok alapszakos képzését a Prágai Közgazdasági Egyetemen, 2014-ben pedig a politológiai mesterképzést a CEVRO Intézetben. 2013-2014 között pénzügyi piaci elemzőként dolgozott.
Jedlička libertariánusnak vallja magát, politikai céljai közt szerepel a lehető legnagyobb egyéni szabadság és a lehető legminimálisabb állami jelenlét a gazdaság és az élet más területein.

### Liberland
2015. április 1-jén Jedlička kikiáltotta a Liberland Szabad Köztársaságot, ami a Horvátország és Szerbia közötti határviták miatt senkiföldjére jelentett be igényt. Mivel korábban egyik állam sem tartott igényt a magyar határtól 15 km-re fekvő, mintegy 7 négyzetkilométeres Sziga-szigetre, így erre a területre esett a választás. Társai még aznap a mikroállam elnökévé választották, azóta Jedlička a nemzetközi médiában is többször szerepelt. Nem sokkal később összetűzésbe keveredett a horvát határőrökkel, amikor megpróbált bejutni a szigetre, emiatt illegális határátlépés miatt letartóztatták, 5 órára fogdába zárták, majd 1200 kuna pénzbírsággal büntették. Liberlandot egyik állam sem ismerte el, egyedül a szintén vitatott státuszú Szomálifölddel sikerült felvenniük a kapcsolatot.
Függetlenként a Liberlandi Szabad Polgárok Pártja és Radostné Česko - ODEJDEME BEZ PLACENÍ koalíció listavezető jelöltje volt a 2019-es európai parlamenti választásokon Csehországban.

## Fordítás
- Ez a szócikk részben vagy egészben  a   Vít Jedlička című angol Wikipédia-szócikk ezen változatának fordításán alapul.  Az eredeti cikk szerkesztőit annak laptörténete sorolja fel. Ez a jelzés csupán a megfogalmazás eredetét és a szerzői jogokat jelzi, nem szolgál a cikkben szereplő információk forrásmegjelöléseként.